# BK홀딩스
주식회사 BK홀딩스(영어: Pheonix Matrerals)는 전자 재료 제조 전문 회사로 시작하여 고부가가치 소재사업인 Metal Paste 사업, 반도체 패키징용 솔더볼사업을 영위하는 회사이다.

## 사업
동사는 2000년 6월 설립되었으며 2004년 6월 코스닥시장에 상장함.
동사는 고부가가치 소재사업인 Metal Paste사업, 반도체 패키징용 솔더볼사업 등을 영위하고 있으며 지속적으로 시장점유율 및 영업력을 확장해나가고 있음.
글로벌 경기 불황에 따른 소비심리 위축이 이어지지만 4차 산업혁명 가속화로 인한 반도체 수요는 지속 증가할 것으로 예상되어, 안정적 가격 흐름을 지속할 전망.

## 역사
보광(휘닉스중앙)의 전자재료 사업부문에서 분리되어 2000년 6월 17일에 설립되었으며 휘닉스디스플레이전자로 독립하였고, 2003년 4월, 상호인 휘닉스피디이가 되었다가 2004년 6월 25일, 코스닥에 상장되었다. 2011년 상호를 휘닉스소재로 변경하였다. 2022년 3월에 사명을 휘닉스소재에서 BK홀딩스로 변경하였다.

## 2차전지
2차전지는 전기차, 농기계, 로봇, 휴대폰, 노트북, 에너지저장장치(ESS) 등 다양한 분야에 쓰이고 있다. 세계적으로 2차전지 수요가 급증함에 따라 2차전지 필수소재인 양극재 시장은 지난 2016년 21만톤에서 2020년에는 86만톤으로 4배 이상 성장할 것으로 예상되고 있다.